# Милад Обреновић
Милад Обреновић (Рогатица, 1954) српски је писац. Најчешће пише хумористичка и сатирична дела, али се у његовом опусу налазе и песме за децу и одрасле.

## Биографија
Милад Обреновић рођен је 1954. године у Рогатици. Основну и средњу школу завршио је у родном граду, а студије на Економском факултету у Крагујевцу.

## Издања

### Књиге афоризама
- "Додири", 1999.
- "Немири", 2007.
- "Судар", 2010.
- "Отисак утисака", 2018.
- "Ђачка афпризница", 2018.

### Зборник афоризама
- "Источно од запада", 2012.

### Књиге епиграма
- "Раскршћавање", 2021.

### Књиге поезије
- "Боје дуге", заједнича књига-Коаутор, 2005.
- "Згажени божури", 2007.
- "Молитва", 2012.
- "Није вољети лако", 2013.
- "Да ми струјиш скитничким венама", 2015.
- "Споминаније", 2017.
- "Врата душе". 2021.

### Књиге хумористичко-сатиричне поезије
- "Мало сутра", 2007.
- "Шишање", 2010.
- "Ћоравој мачки даво не даво", 2015.

### Књиге поезије за дјецу
- "Чудо невиђено", 2010.
- "Ко је јајету тата", 2013.
- "Фејсбуку на азбуку", 2022.
- "Радозналци", 2022.

### Књиге хаику поезије
- "Звијезде су мост", 2021.

### Књиге приповјетки
- "Књиге басни", 2022.